# Cetoraz
Cetoraz är en ort i Tjeckien.   Den ligger i regionen Vysočina, i den centrala delen av landet, 80 km sydost om huvudstaden Prag. Cetoraz ligger 592 meter över havet och antalet invånare är 270.
Terrängen runt Cetoraz är platt. Runt Cetoraz är det glesbefolkat, med 18 invånare per kvadratkilometer. Närmaste större samhälle är Pelhřimov, 19,4 km öster om Cetoraz. Trakten runt Cetoraz består till största delen av jordbruksmark.